# Simaxis
Simaxis é uma comuna italiana da região da Sardenha, província de Oristano, com cerca de 2.159 habitantes. Estende-se por uma área de 27 km², tendo uma densidade populacional de 80 hab/km². Faz fronteira com Ollastra, Oristano, Siamanna, Siapiccia, Solarussa, Zerfaliu.